# النويري الإسكندراني
النويري الإسكندراني هو محمد بن القاسم بن محمد النويري الإسكندراني المالكي ، (المتوفى بعد عام 775هـ - 1374 ميلادية)، مولده بـ(نويرة) بصعيد مصر ، وسكن الإسكندرية التي قدم إليها في شهر ذي الحجة عام 737 هـ (يوليو 1337 ميلادية) لزيارة المزارات وأضرحة مشايخها الأبرار، وتزوج فيها من أهلها. ويُعرف بـ(النويري الإسكندراني) تمييزاً له عن النويري المشهور صاحب (نهاية الأرب في فنون الأدب) المتوفى سنة 733هـ.
وقد شهد النويري الإسكندراني غزوة القبارصة للإسكندرية عام 767هـ وما صاحبها من فجائع، ووضع لتدوين أحداثها كتابه المسمى بـ (الإلمام بالإعلام فيما جرت به الأحكام والأمور المقضية في وقعة الإسكندرية وعودها إلى حالتها المرضية) والمعروف اختصاراً بـ(الإلمام) أو (مرآة العجائب).
وقد سجل النويري في كتابه أحداث الغزوة، واستطرد كثيراً في كل الفنون حتى صار كتابه أشبه بالموسوعة في التاريخ والأدب والفقه .
وقد بُدئ تحقيق الكتاب على يد المستشرق السويسري إتيان كومب ((Étienne Combe (1881-1962) الذي حقق قسماً يسيراً منه ثم توفي، واستكمل تحقيقه المؤرخ المصري الدكتور عزيز سوريال عطية حتى أتمه في منتصف السبعينيات ونشرته دائرة المعارف العثمانية بالهند ، وأعادت وزارة الثقافة المصرية طبعه مُصوراً ذاك العام في أربعة مُجلدات.

## غزوات الأندلسيين المطرودين
كان من استطرادات النويري في كتابه أن ذكر أخباراً لغزوتي (جيان) و (أبدة) عام 769هـ [الإلمام 3/317] و قد نقل عن حجاج المغاربة كتابي (الغني بالله) إلى سلطان المغرب (أبي فارس المريني) اللذين كتبهما شاعر الأندلس ووزيرها لسان الدين بن الخطيب (ت 776هـ) دون أن يُشير إليه، بل أورده على أنه كتاب من سلطان غرناطة إلى سلطان فاس دون ذكر كاتبه، وقد أسقط المقدمات والخواتم و دمج الكتابين في نص واحد، وقد أورد (ابن الخطيب) كتابيه في [ريحانة الكتاب 1/160,171] .
و بعد أن فرغ النويري من نقل نص ابن الخطيب الذي دمج فيه رسالتيه قال [الإلمام 3/327] :
((و كان السلطان محمد بن يوسف سلطان المسلمين بالأندلس المعروف بابن الأحمر رسم في غزوته أن كل من غنم غنيمة فهي له، فاستغنى المسلمون المجاهدون كثيراً حتى قيل إنه لم يبق من المسلمين بالأندلس فقير، وقيل إن السلطان ابن الأحمر المذكور لما كثرت عليه أسارى الفرنج من النسوان والولدان، قيل له : لم يكن لهؤلاء محمل، وليس لهم قدرة على المشي، بخلاف الأسارى الأعلاج فإن لهم قدرة عليه، فقال السلطان : بل للنسوان والولدان محمل، فافعلوا مثل ما أفعل يُحملوا كلهم .
وأخذ امرأة جميلة أردفها خلفه، وأخذ ولداً صغيراً حمله قدامه، ففعل كل من في العسكر كفعله ذلك، ومضوا بهم إلى بلاد المسلمين، فتسرى المسلمون بالنسوان، وجُعلت الولدان في المكاتب يقرؤون القرآن .
و لما كان في شعبان سنة تسع وستين و سبعمائة، ورد في ركب المغاربة القاصدين للحج رجل من أهل مُليج [بلدةٌ بالمنوفية بدلتا النيل] ، كان دخل الإسكندرية يتسوق منها لدكانه الذي ببلده على جاري عادته، فصادف بها وقعة القبرسي حين ظفر بها، فأُسر بجملة من أسر من أهلها، فأخبر عن نفسه أنه وقع في سهم رجل من نصارى الأندلس، قال : فصرت أسيراً في مملكة القند ملك (جيان) ، فلما ظفر السلطان بن الأحمر بها، كنت في جملة من أسره منها، فوقفت بين يدي سلطان المسلمين، وهو أبو عبد الله محمد بن الأحمر مُستغيثاً، وقلت له :
أيها الملك المنصور إنني رجل مسلم من ذرية المسلمين، ولم أكن نصرانياً، ولا آبائي ولا أجدادي نصارى، قال : و من أين أنت ؟ قلت : أنا من بلدة يقال لها (مليج) من أرض مصر، بين مصر[الفسطاط] و الإسكندرية، دخلت الإسكندرية أتبضع منها على جاري عادتي لدكاني الذي ببلدتي، فصادفت وقعة القبرسي بها، فنُهبت وأُسرت، فأتي بي النصارى إلى هذه الأرض، واستوفيت ما كتب الله علي، وقد خلصني الله تعالى من الأسر على يديك بما فتح الله عليك، وقد حصلت بين يديك، وأنا الآن في جملة أسراك، وأنا مسلم مثلك، أقرأ ما تيسر من القرآن، وأصلي على سيد الأنبياء محمد بن عبد الله بن عبد المطلب بن هاشم سيد ولد عدنان، ثم تشهدت وقرأت سورة من القرآن، فعلم أني من المسلمين لا من النصارى الكافرين.
ثم قال لي: ووقعة الإسكندرية صحيحة كما قيل ؟ قلت له : ظفر بها صاحب قبرس نهبها وأسر منها وأنا من جملة تلك الأسارى، ثم أخبرته بخبر ظفره بها، وفرار أهلها منها، حتى تسلمها الملعون منهم في يوم واحد، وهو يوم الجمعة في أواخر المحرم سنة سبع وستين و سبعمائة.
فقال عند ذلك :لا حول ولا قوة إلا بالله العلي العظيم، إنا لله وإنا إليه راجعون، لقد هتكتنا أهل الإسكندرية بين النصارى، أتاهم كلب من كلاب الجزر أقل عددهم ونهب بلدهم، ولا أخذ لهم بثأر، فآه آه، لو كنا بالقرب من قبرس لكانت قبرس أكلة رجل من أهل الأندلس .
قال : ثم إنه أحسن إلي وأطلق سبيلي، ولي نحو سنة أقطه السهل والوعر إلى أن وصلت إلى الإسكندرية صحبة الركب المغربي، وقد حصل لي أمر مريج، وها انا سائر لبلدي مليج .
قال المؤلف:
حدثني بعض المغاربة القادم في الركب المغربي بسبب الحج أن القند صاحب المملكة النصرانية أرسل للسلطان بن الأحمر يطلب منه الصلح لما داخله من الرعب بسبب إخرابه مدائنه، فقال لرسوله : أرسل القند يصالحني، وتمضي النصارى إلى سواحل المسلمين بمصر يقاتلونهم، لا كان ذلك أبداً حتى تُرد أموال الإسكندرية إليها مع أسراها، ويأتيني كتاب صاحب مصر بأنكم اصطلحتم معه لأنه خادم الحرمين الشريفين، وأنا خادمه بسبب ذلك، وحينئذ أصالح صاحبك القند، وإلا السيف بيني وبينه حتى أملك إشبيلية وقرطبة و طليطلة وأعيدها للمسلمين كما كانت لهم، فلما بلغ القند مقالته، قصر لسانه عن رد جوابه.
و قالت المغاربة الحجاج : إن المسلمين أخذوا من حصون الفرنج بالأندلس حصوناً عدة منها حصن (أشر) ، و حصن (الرود) ، و حصن (قنييل) ، و حصن (الجوابر) و حصن (طورن) و حصن (فرضالس) ، وحصن (قنيط) و حصن (بيغوا الحجر) و حصن (برج الحكيم) ، و مدينة (أشونة) ، ومدينة (برشانة) بعد أخذه للمدن المتقدم ذكرها [أي في كتابي بن الخطيب] ، فجملة ما أخذ السلطان بن الأحمر للنصارى في تلك السنة ما بين مدينة وقرية ثمانية وأربعون غير الحصون المذكورة .
..........
فبغزوة السطان أبي عبد الله بن الأحمر هذه، حصل للمسلمين أخذ ثأر الإسكندرية، وثأر السلطان أبي الحسن المريني المتقدم ذكره )) .
انتهت روابة النويري عن الحجاج المغاربة، وهي كما قلت أقرب إلى الرواية الشعبية، إلا أن فيها من التفاصيل ما يجعلها جديرة بالاهتمام .